# La Tour d’Argent

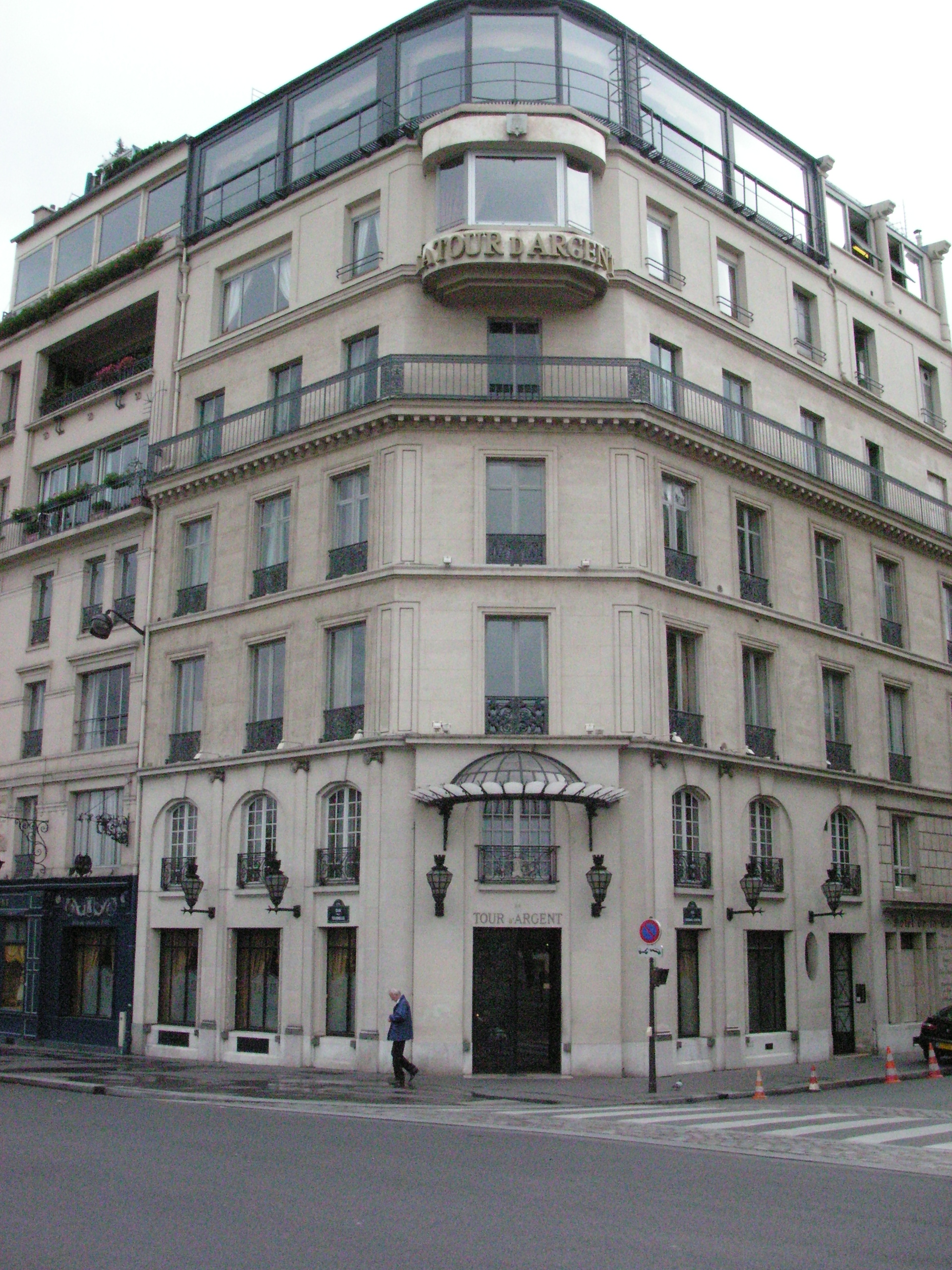
Eingang des Restaurants

La Tour d’Argent (Silberturm) in Paris ist ein weltweit bekanntes Restaurant. Nach eigenen (unbelegten) Angaben wurde es im Jahr 1582 vom Koch Rourteau gegründet. 
Das Restaurant befindet sich im 5. Pariser Arrondissement am linken Ufer der Seine nahe der Île de la Cité und dem Dom Notre-Dame de Paris. Aus dem Speisesaal hat der Gast eine Aussicht auf Paris und die Seine, die unter den hochgelegenen Fenstern des Saals fließt.
Als frühe Stammgäste genannt werden die Könige Heinrich III. (Frankreich), Heinrich IV. (Frankreich) und Ludwig XIV., Kardinal Richelieu und Marie de Rabutin-Chantal, Marquise de Sévigné.

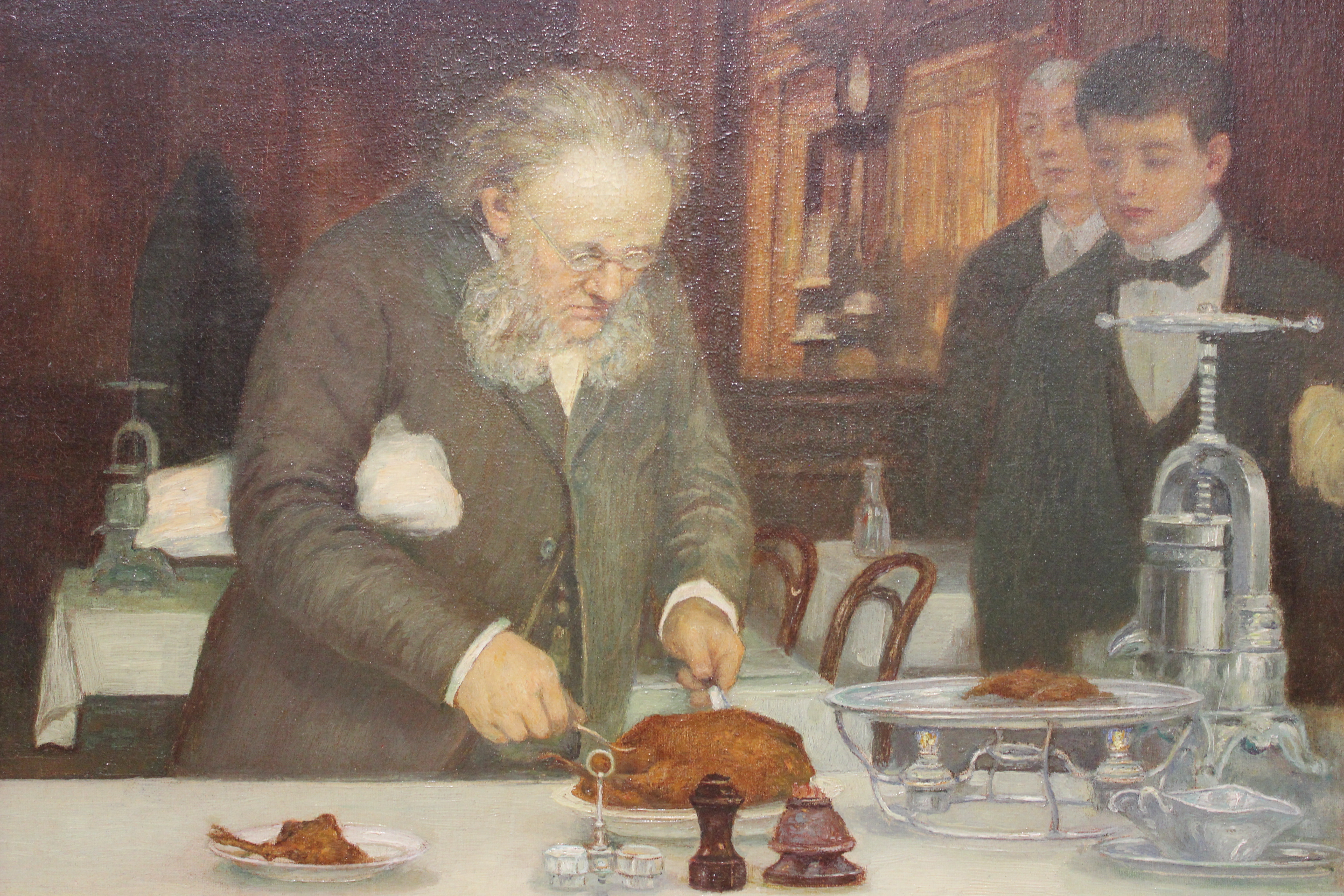
Darstellung Frédéric Delairs beim „Entenservice“

Das Restaurant ist bekannt für seine Entengerichte. Das Rezept zum Canard Tour d’Argent (Ente Tour d’argent) wurde 1890 vom damaligen Inhaber des Restaurants, Frédéric Delair, konzipiert. Von der Aufzucht der Enten über die Zubereitung bis hin zum Servieren wird jedem Detail des Gerichts große Sorgfalt zuteil. So wird die Soße mit Hilfe einer Entenpresse am Tisch aus Entenkarkasse und -Leber zubereitet (siehe Blutente).

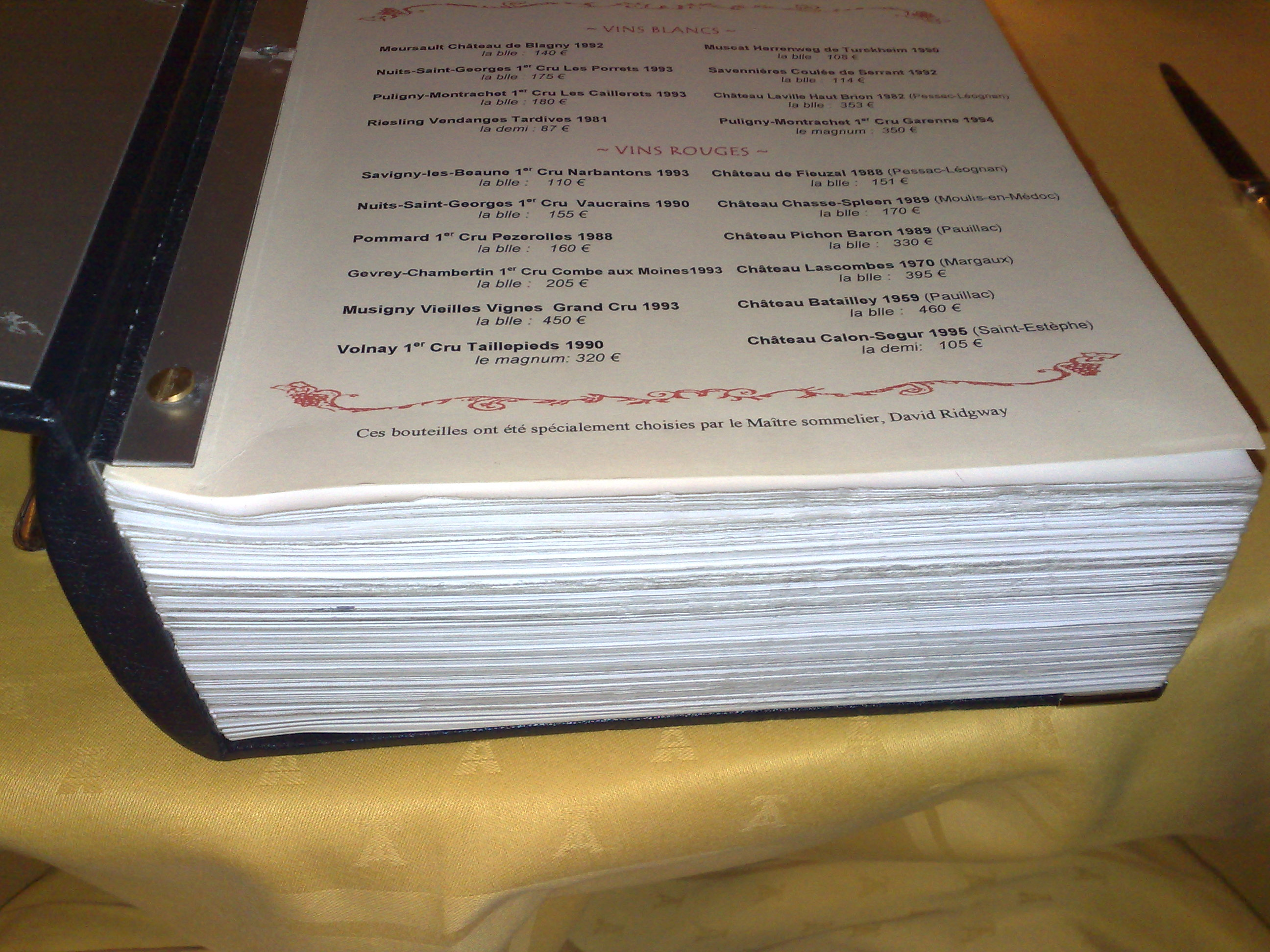
Weinkarte des Tour d’Argent

Der Weinkeller umfasst knapp 440.000 Flaschen, welche in 15.000 Referenzen eingeteilt sind. Claude Terrail, seinerzeit der Sohn des Hausherrn, mauerte im Juni 1940, kurz bevor die deutschen Besatzer in die offene Stadt Paris einmarschierten, im hinteren Teil des Kellers 20.000 der wertvollsten Flaschen ein. Bald darauf kam ein persönlicher Vertreter Görings ins Tour d' Argent, um alte Weine, insbesondere solche aus dem 19. Jahrhundert, für Göring zu konfiszieren.
Von 1933 bis 1952 und von 1953 bis 1996 hatte La Tour d’Argent drei Sterne im Restaurantführer Guide Michelin, seit 2006 hat es nur noch einen. Der Verlust der Sterne hat die Preise nicht beeinflusst.
2023 wurde das Restaurant vollständig renoviert, es umfasst jetzt 9 Speisesäle und eine Bar im Erdgeschoss. Der Saal im obersten Stock, das  Rooftop, gestattet einen Blick über ganz Paris.
Das Restaurant Gusteau’s im 2007er Animationsfilm Ratatouille ist an das La Tour d'Argent angelehnt.